# Chouzy-sur-Cisse
Chouzy-sur-Cisse ist eine Ortschaft und eine Commune déléguée in der französischen Gemeinde Valloire-sur-Cisse mit 2.013 Einwohnern (Stand: 1. Januar 2022) im Département Loir-et-Cher in der Region Centre-Val de Loire. Die Einwohner werden Calcissiens genannt.
Die Gemeinde Chouzy-sur-Cisse wurde am 1. Januar 2017 mit Coulanges und Seillac zur Commune nouvelle Valloire-sur-Cisse zusammengeschlossen. Sie gehörte zum Arrondissement Arrondissement Blois, zum Kanton Onzain und zum Gemeindeverband Agglomération de Blois.

## Geografie
Chouzy-sur-Cisse liegt etwa neun Kilometer südwestlich von Blois an der Loire, in die hier die Cisse mündet.
Umgeben wurde die Gemeinde Chouzy-sur-Cisse von den Nachbargemeinden Coulanges im Nordwesten und Norden, Chambon-sur-Cisse im Norden, Blois im Norden und Nordosten, Chailles im Nordosten und Osten, Candé-sur-Beuvron im Südosten und Süden, Chaumont-sur-Loire im Süden und Südwesten sowie Onzain im Südwesten und Westen.
Der Bahnhof von Chouzy-sur-Cisse liegt an der Bahnstrecke Paris–Bordeaux.

## Bevölkerungsentwicklung
| Jahr                       | 1962 | 1968 | 1975 | 1982 | 1990 | 1999 | 2006 | 2017 |
| Einwohner                  | 1129 | 1159 | 1261 | 1476 | 1619 | 1866 | 1798 | 2016 |
| Quellen: Cassini und INSEE |      |      |      |      |      |      |      |      |

## Sehenswürdigkeiten
- Kirche Saint-Martin
- Reste der früheren Abtei von La Guiche aus dem 13. Jahrhundert, seit 1926 Monument historique
- Schloss L’Isle-Verte
- Herrenhaus von Laleu, seit 1937 Monument historique

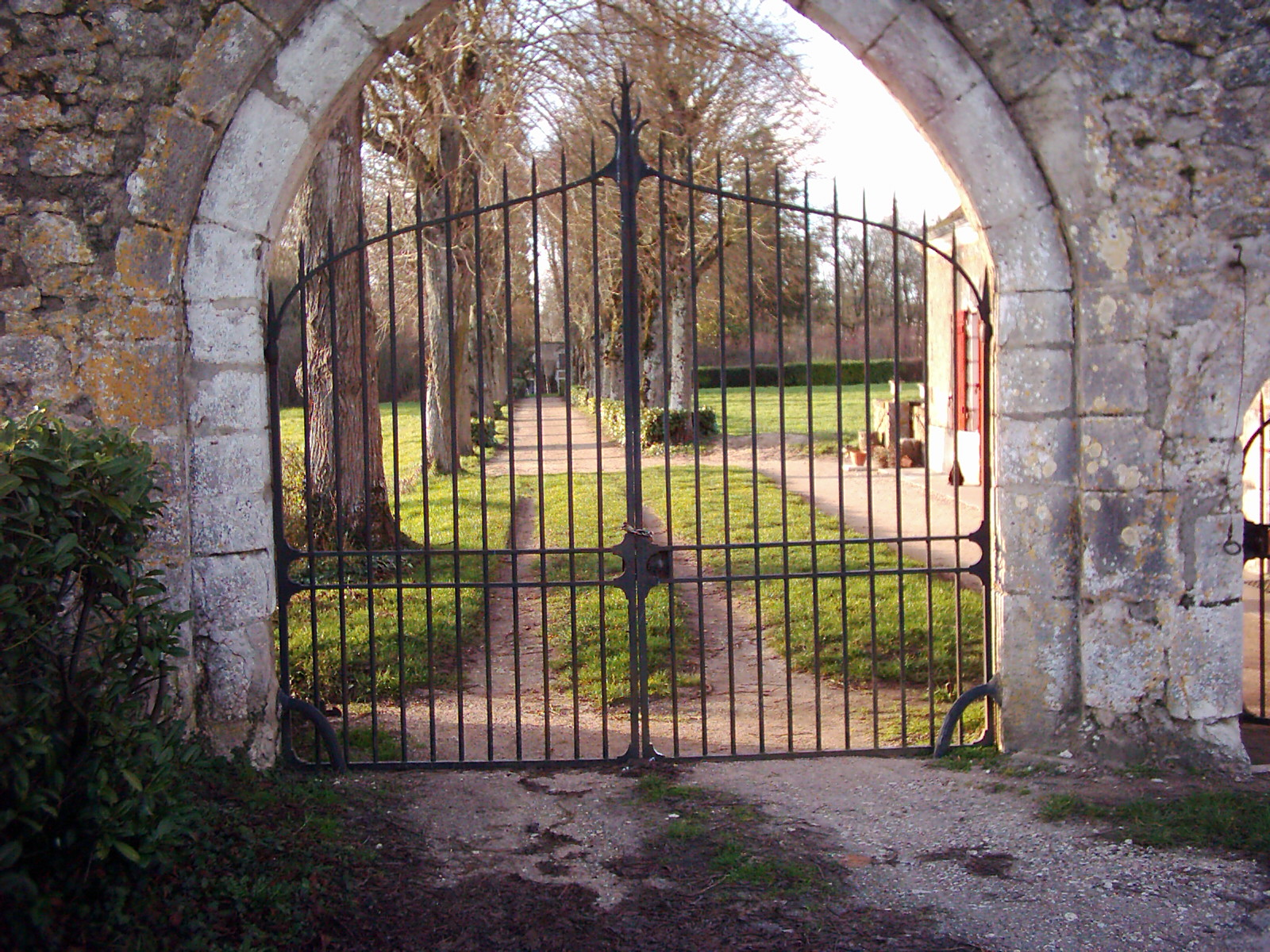
Tor der ehemaligen Abtei La Guiche
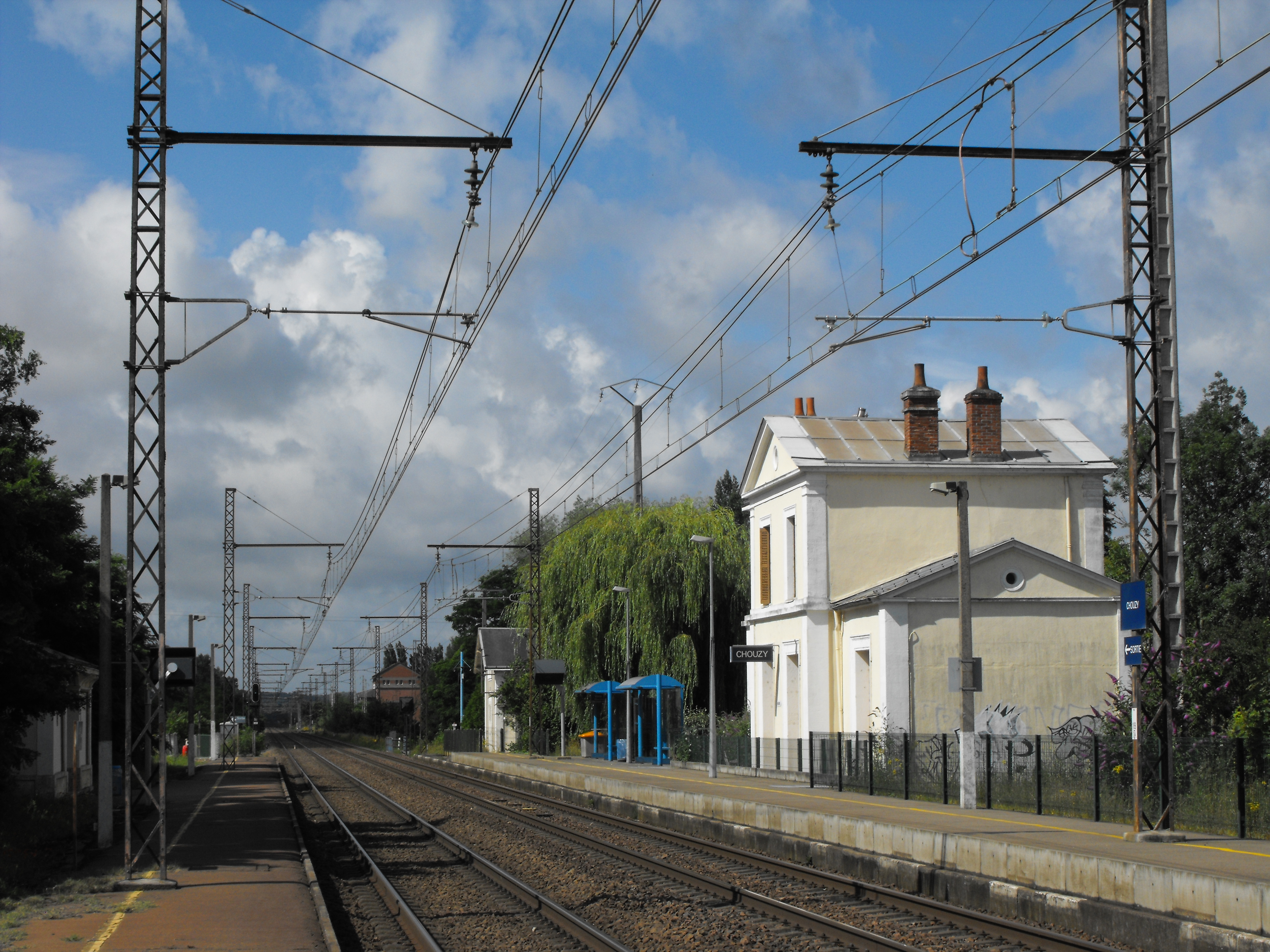
Bahnhof
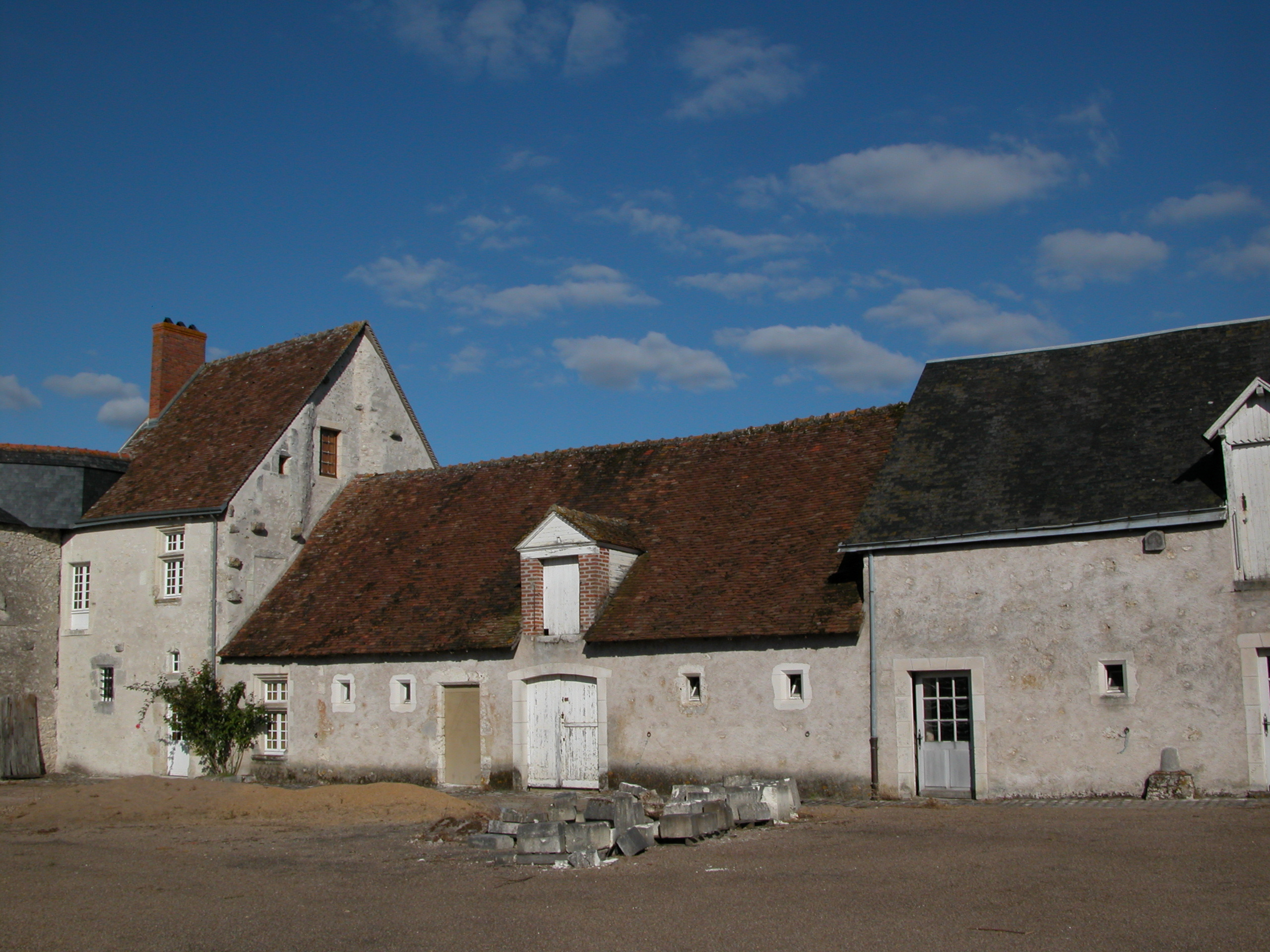
Herrenhaus von Laleu

## Persönlichkeiten
- Marius Mestivier (1895–1925), Autorennfahrer